# Mikołaj Taczanowski
Mikołaj Taczanowski herbu Jastrzębiec – chorąży wieluński w latach 1768–1794, łowczy sieradzki w latach 1762–1768.
W 1764 roku był elektorem Stanisława Augusta Poniatowskiego  z ziemi wieluńskiej. Był posłem województwa inflanckiego z Korony na sejm konwokacyjny 1764 roku. Był posłem ziemi wieluńskiej na sejm koronacyjny 1764 roku.
Komisarz z rycerstwa Komisji Skarbowej Koronnej w 1765 roku.